# Pagladia
Die Pagladia, alternative Schreibweise: Pagladiya, ist ein 124 km langer rechter Nebenfluss des Brahmaputra in Bhutan und im indischen Bundesstaat Assam.
Die Pagladia entspringt im Süden von Bhutan in den südlichen Höhenkämmen des Himalaya auf einer Höhe von etwa 2250 m. Sie fließt anfangs 20 km in südlicher Richtung durch das Bergland. Anschließend wendet sich der Fluss auf den folgenden etwa 10 Kilometern nach Westen und Südwesten und durchschneidet dabei einen Gebirgszug. Bei Flusskilometer 91 überquert der Fluss die Grenze nach Indien und erreicht das Tiefland von Assam. Er fließt nun 10 km nach Südosten. Dabei durchquert er den östlichen Teil des Manas-Nationalparks. Unterhalb des Nationalparks bildet die Pagladia einen verflochtenen Fluss. Durch das breite Flussbett verlaufen mehrere Kanäle. Ab Flusskilometer 82 fließt die Pagladia nach Süden, später in Richtung Südsüdost. Bei Flusskilometer 66 trifft ein größerer Nebenfluss von Osten auf die Pagladia. Bei Flusskilometer 33 liegt die Stadt Nalbari wenige Kilometer westlich vom Flusslauf. Schließlich erreicht die Pagladia einen nördlichen Seitenarm des Brahmaputra, etwa 2 km westlich der Mündung des Puthimari Nadi.
In Bhutan durchquert der Fluss den Distrikt Samdrup Jongkhar, in Indien die Distrikte Baksa, Nalbari und Kamrup. Die Pagladia entwässert ein Areal von etwa 1060 km². Davon liegen etwa 410 km² in Bhutan. Das Einzugsgebiet hat eine Längsausdehnung in Nord-Süd-Richtung von etwa 84 km. Im Tiefland von Assam besitzt es eine Breite von etwa 10 km. Weiter westlich verläuft die Mora Pagladia („tote Pagladia“), ein Zufluss des Manas. In deren Flussbett floss die Pagladia vor Urzeiten. Die Pagladia ist bekannt für ihre Hochwasser, insbesondere während der Monsun-Zeit.